# 益田地区広域市町村圏事務組合
益田地区広域市町村圏事務組合（ますだちくこういきしちょうそんけんじむくみあい）は、島根県益田市、鹿足郡津和野町および吉賀町の1市2町が組織する一部事務組合。かつて岐阜県の旧益田郡に存在した益田広域事務組合とは無関係である。

## 概要

### 事務所
- 益田市常盤町1番1号

### 主な事務内容
- 企画振興課
  - 益田地区ふるさと市町村圏計画に関すること。
- 介護福祉課
  - 介護認定審査会に関すること。
  - 障害支援区分認定審査会に関すること。
- 焼却施設課
  - 益田地区広域クリーンセンター（新工場）に関すること。
  - 益田清掃工場（旧工場）に関すること。
- 広域消防本部
  - 消防、救急に関すること。

### 組織
- 組合議会
  - 議員定数：24人（益田市：16人、津和野町：4人、吉賀町：4人）
- 理事会
  - 理事：3人（関係市町の長）

## 常備消防事務

### 概要
- 消防本部：益田市久城町300番地5[1]
- 管内面積：1376.62km2
- 職員定数：120人
- 消防署1カ所、分遣所6カ所
- 主力機械（2018年3月31日現在）
  - 消防ポンプ自動車：7
  - 水槽付消防ポンプ自動車：3
  - はしご付消防自動車：1
  - 化学消防自動車：1
  - 救助工作車：1
  - 救急自動車：8　2B車1台
  - 指揮車（電源照明車）：1
  - 通信支援車：1
  - 予防車：1
  - 広報車：1
  - 予防広報車：1
  - 業務車：1
  - 支援車：1

### 沿革
- 1952年11月1日 - 益田市消防本部と消防署を設置する。
- 1970年
  - 10月31日 - 益田市・美濃郡美都町・匹見町・鹿足郡津和野町・日原町・柿木村・六日市町の1市5町1村により益田地区広域市町村圏事務組合が設立される。
  - 11月1日 - 益田地区広域市町村圏事務組合消防本部を設置する。
- 1971年7月1日 - 消防本部の名称を益田地区組合消防本部に改称するとともに、消防署を設置する。
- 1990年4月1日 - 山口県阿武郡田万川町および須佐町（現在の同県萩市）の救急業務を受託する。
- 1999年5月14日 - 一部事務組合の執行機関が、管理者制から理事会制へ変更となる。
- 2000年4月1日 - 消防本部の名称を益田地区組合消防本部から益田広域消防本部に改称する。
- 2001年3月31日 - 山口県阿武郡田万川町および須佐町の救急業務委託を廃止する。
- 2004年11月1日 - 益田市、美都町および匹見町が合併し新たな益田市が誕生したことに伴い、組合の構成自治体が1市3町1村となる。
- 2005年
  - 9月25日 - 津和野町と日原町が合併し新たな津和野町が誕生したことに伴い、組合の構成自治体が1市2町1村となる。
  - 10月1日 - 柿木村と六日市町が合併し吉賀町が誕生したことに伴い、組合の構成自治体が1市2町となる。
- 2007年4月1日 - 益田市内の3分遣所（津田・中西・横田）を消防団に移管し、益田市消防団本部の管理する団員詰所となる。
- 2024年7月1日 - 庁舎を益田市久城町300番地5に移転[1]。

### 組織
- 本部 - 総務課、予防課、警防課
- 消防署

### 消防署
| 消防署         | 住所                 | 分遣所 |
| -------------- | -------------------- | --- |
| 益田広域消防署 | 益田市久城町300番地5 | 美都：益田市美都町都茂1690番地1 匹見：益田市匹見町匹見ｲ43番地1 津和野：鹿足郡津和野町森村ハ14番地1 日原：鹿足郡津和野町枕瀬975番地1 柿木：鹿足郡吉賀町柿木村柿木311番地4 六日市：鹿足郡吉賀町六日市591番地1 |